# Asplenium malcolm-smithii
Asplenium malcolm-smithii är en svartbräkenväxtart som beskrevs av George Richardson Proctor. Asplenium malcolm-smithii ingår i släktet Asplenium och familjen Aspleniaceae. Inga underarter finns listade.